# Cephalopappus
Cephalopappus é um género botânico pertencente à família Asteraceae.